# Stéfanos Tsitsipás
Stéfanos Tsitsipás (Nieuwgrieks: Στέφανος Τσιτσιπάς) (Athene, 12 augustus 1998) is een Grieks tennisser. Zijn hoogste plaats op de ATP-ranglijst is 3e (9 augustus 2021).
Zijn doorbraak was in 2018, met een vierde ronde op Wimbledon 2018 (verlies tegen John Isner), twee finaleplaatsen, namelijk op het ATP-toernooi van Barcelona 2018 en het ATP-toernooi van Montreal/Toronto (beide keren was de Spanjaard Rafael Nadal te sterk) en zijn eerste toernooiwinst op het ATP-toernooi van Stockholm. Tijdens het Australian Open 2019 behaalde hij in de vierde ronde een sensationele overwinning op Roger Federer en werd hij na zijn overwinning in de kwartfinales met zijn 20 jaar en 168 dagen de jongste speler die in de halve finales stond van een grandslamtoernooi sinds Novak Đoković op het US Open 2007. 
Eind 2019 behaalde hij met de eindzege op de ATP Finals ten koste van de Oostenrijker Dominic Thiem de grootste overwinning uit zijn loopbaan tot dus ver. 
In 2021 staat hij in de finale van Roland Garros en verliest hij in vijf sets van Novak Djokovic.

## Palmares

### Enkelspel
| Legenda                       | Legenda               |
| ----------------------------- | --------------------- |
| Grand Slam                    |                       |
| Olympische Spelen             |                       |
| tot 2009                      | vanaf 2009            |
| Tennis Masters Cup            | ATP Finals            |
| ATP Masters Series            | ATP Tour Masters 1000 |
| ATP International Series Gold | ATP Tour 500          |
| ATP International Series      | ATP Tour 250          |

| Nr.                  | Datum             | Toernooi             | Ondergrond    | Tegenstander in finale      | Score                      |         |
| -------------------- | ----------------- | -------------------- | ------------- | --------------------------- | -------------------------- | ------- |
| gewonnen finales     |                   |                      |               |                             |                            |         |
| 1.                   | 21 oktober 2018   | ATP Stockholm        | Hardcourt (i) | Ernests Gulbis              | 6-4, 6-4                   | details |
| 2.                   | 24 februari 2019  | ATP Marseille (1)    | Hardcourt (i) | Michail Koekoesjkin         | 7-5, 7-6(5)                | details |
| 3.                   | 5 mei 2019        | ATP Estoril          | Gravel        | Pablo Cuevas                | 6-3, 7-6(4)                | details |
| 4.                   | 17 november 2019  | ATP Finals           | Hardcourt (i) | Dominic Thiem               | 6-7(6), 6-2, 7-6(4)        | details |
| 5.                   | 23 februari 2020  | ATP Marseille (2)    | Hardcourt (i) | Félix Auger-Aliassime       | 6-3, 6-4                   | details |
| 6.                   | 18 april 2021     | ATP Monte Carlo (1)  | Gravel        | Andrej Roebljov             | 6-3, 6-3                   | details |
| 7.                   | 23 mei 2021       | ATP Lyon             | Gravel        | Cameron Norrie              | 6-3, 6-3                   | details |
| 8.                   | 17 april 2022     | ATP Monte Carlo (2)  | Gravel        | Alejandro Davidovich Fokina | 6-3, 6-3                   | details |
| 9.                   | 26 juni 2022      | ATP Mallorca         | Gras          | Roberto Bautista Agut       | 6-4, 3-6, 7-6(2)           | details |
| 10.                  | 5 augustus 2022   | ATP Los Cabos        | Hardcourt     | Alex de Minaur              | 6-3, 6-4                   | details |
| 11.                  | 14 april 2024     | ATP Monte Carlo (3)  | Gravel        | Casper Ruud                 | 6-1, 6-4                   | details |
| 12.                  | 1 maart 2025      | ATP Dubai            | Hardcourt     | Félix Auger-Aliassime       | 6-3, 6-3                   | details |
| verloren finales     |                   |                      |               |                             |                            |         |
| 1.                   | 29 april 2018     | ATP Barcelona        | Gravel        | Rafael Nadal                | 2-6, 1-6                   | details |
| 2.                   | 12 augustus 2018  | ATP Montreal/Toronto | Hardcourt     | Rafael Nadal                | 2-6, 6-7(4)                | details |
| 3.                   | 29 april 2019     | ATP Dubai            | Hardcourt     | Roger Federer               | 4-6, 4-6                   | details |
| 4.                   | 12 mei 2019       | ATP Madrid           | Gravel        | Novak Djokovic              | 3-6, 4-6                   | details |
| 5.                   | 6 oktober 2019    | ATP Peking           | Hardcourt     | Dominic Thiem               | 6-3, 4-6, 1-6              | details |
| 6.                   | 29 februari 2020  | ATP Dubai            | Hardcourt     | Novak Djokovic              | 3-6, 4-6                   | details |
| 7.                   | 27 september 2020 | ATP Hamburg          | Gravel        | Andrej Roebljov             | 4-6, 6-3, 5-7              | details |
| 8.                   | 22 maart 2021     | ATP Acapulco         | Hardcourt     | Alexander Zverev            | 4-6, 6-7(3)                | details |
| 9.                   | 25 april 2021     | ATP Barcelona        | Gravel        | Rafael Nadal                | 4-6, 7-6(6), 5-7           | details |
| 10.                  | 13 juni 2021      | Roland Garros        | Gravel        | Novak Djokovic              | 7-6(6), 6-2, 3-6, 2-6, 4-6 | details |
| 11.                  | 13 februari 2022  | ATP Rotterdam        | Hardcourt (i) | Félix Auger-Aliassime       | 4-6, 2-6                   | details |
| 12.                  | 15 mei 2022       | ATP Rome             | Gravel        | Novak Djokovic              | 0-6, 6-7(5)                | details |
| 13.                  | 21 augustus 2022  | ATP Cincinnati       | Hardcourt     | Borna Ćorić                 | 6-7(0), 2-6                | details |
| 14.                  | 9 oktober 2022    | ATP Astana           | Hardcourt (i) | Novak Djokovic              | 3-6, 4-6                   | details |
| 15.                  | 23 oktober 2022   | ATP Stockholm        | Hardcourt (i) | Holger Rune                 | 4-6, 4-6                   | details |
| 16.                  | 29 januari 2023   | Australian Open      | Hardcourt     | Novak Djokovic              | 3-6, 6-7(4), 6-7(5)        | details |
| 17.                  | 23 april 2023     | ATP Barcelona        | Gravel        | Carlos Alcaraz              | 3-6, 4-6                   | details |
| 18.                  | 21 april 2024     | ATP Barcelona        | Gravel        | Casper Ruud                 | 5-7, 3-6                   | details |
| gewonnen challengers |                   |                      |               |                             |                            |         |
| 1.                   | 10 september 2017 | Genua                | Gravel        | Guillermo García-López      | 7-5, 7-6(2)                |         |

#### Next Generation ATP Finals
| Nr.              | Datum            | Toernooi                   | Ondergrond    | Tegenstander in finale | Score                    |         |
| ---------------- | ---------------- | -------------------------- | ------------- | ---------------------- | ------------------------ | ------- |
| gewonnen finales |                  |                            |               |                        |                          |         |
| 1.               | 10 november 2018 | Next Generation ATP Finals | Hardcourt (i) | Alex de Minaur         | 2-4, 4-1, 4-3(3), 4-3(3) | details |

### Dubbelspel
| Nr.                               | Datum            | Toernooi      | Ondergrond | Partner          | Tegenstanders in finale           | Score               |         |
| --------------------------------- | ---------------- | ------------- | ---------- | ---------------- | --------------------------------- | ------------------- | ------- |
| gewonnen finales mannendubbelspel |                  |               |            |                  |                                   |                     |         |
| 1.                                | 26 februari 2022 | ATP Acapulco  | Hardcourt  | Feliciano López  | Marcelo Arévalo Jean-Julien Rojer | 7-5, 6-4            | details |
| 2.                                | 22 oktober 2023  | ATP Antwerpen | Hardcourt  | Petros Tsitsipás | Ariel Behar Adam Pavlásek         | 6-7(5), 6-4, [10-8] | details |
| verloren finales mannendubbelspel |                  |               |            |                  |                                   |                     |         |
| 1.                                | 30 maart 2019    | ATP Miami     | Hardcourt  | Wesley Koolhof   | Bob Bryan Mike Bryan              | 5-7, 6-7(8)         | details |

### Landencompetities
| Nr.              | Datum                | Toernooi  | Ondergrond    | Partner                                                                                            | Tegenstanders in finale                                                                        | Score                  |         |
| ---------------- | -------------------- | --------- | ------------- | -------------------------------------------------------------------------------------------------- | ---------------------------------------------------------------------------------------------- | ---------------------- | ------- |
| gewonnen finales |                      |           |               | |                                                                                                |                        |         |
| 1.               | 20-22 september 2019 | Laver Cup | Hardcourt (i) | Rafael Nadal Roger Federer Dominic Thiem Alexander Zverev Fabio Fognini                            | Milos Raonic John Isner Nick Kyrgios Jack Sock Denis Shapovalov Taylor Fritz                   | 13-11 (12 wedstrijden) | details |
| 2.               | 20-22 september 2021 | Laver Cup | Hardcourt (i) | Daniil Medvedev Alexander Zverev Andrej Roebljov Matteo Berrettini Casper Ruud                     | Félix Auger-Aliassime Denis Shapovalov Diego Schwartzman Reilly Opelka John Isner Nick Kyrgios | 14-1 (9 wedstrijden)   | details |
| Verloren finales |                      |           |               | |                                                                                                |                        |         |
| 1.               | 23-25 september 2022 | Laver Cup | Hardcourt (i) | Casper Ruud Rafael Nadal Novak Djokovic Roger Federer Andy Murray Matteo Berrettini Cameron Norrie | Taylor Fritz Félix Auger-Aliassime Diego Schwartzman Frances Tiafoe Alex de Minaur Jack Sock   | 8-13 (11 wedstrijden)  | Details |

## Resultaten grote toernooien
| Legenda | Legenda                          |
| ------- | -------------------------------- |
| g.t.    | geen toernooi gehouden           |
| l.c.    | lagere categorie                 |
| –       | niet deelgenomen                 |
| G       | uitgeschakeld in de groepsfase   |
| 1R      | uitgeschakeld in de eerste ronde |
| 2R      | uitgeschakeld in de tweede ronde |
| 3R      | uitgeschakeld in de derde ronde  |
| 4R      | uitgeschakeld in de vierde ronde |
| KF      | uitgeschakeld in de kwartfinale  |
| HF      | uitgeschakeld in de halve finale |
| F       | de finale verloren               |
| W       | het toernooi gewonnen            |
| w-v     | winst/verlies-balans             |

### Enkelspel
| toernooi            | 2017 | 2018 | 2019 | 2020 | 2021 | 2022 | 2023 | 2024 |
| ------------------- | ---- | ---- | ---- | ---- | ---- | ---- | ---- | ---- |
| grandslamtoernooien |      |      |      |      |      |      |      |      |
| Australian Open     | –    | 1R   | HF   | 3R   | HF   | HF   | F    |      |
| Roland Garros       | 1R   | 2R   | 4R   | HF   | F    | 3R   | KF   |      |
| Wimbledon           | 1R   | 4R   | 1R   | g.t. | 1R   | 3R   | 4R   |      |
| US Open             | –    | 2R   | 1R   | 3R   | 3R   | 1R   | 2R   |      |
| ATP Finals          |      |      |      |      |      |      |      |      |
| ATP Finals          | –    | –    | W    | G    | G    | G    | G    |      |
| ATP Masters 1000    |      |      |      |      |      |      |      |      |
| Indian Wells        | –    | 2R   | 2R   | g.t. | KF   | 3R   | 2R   |      |
| Miami               | –    | 1R   | 4R   | g.t. | KF   | 4R   | 4R   |      |
| Monte Carlo         | –    | 2R   | 3R   | g.t. | W    | W    | KF   |      |
| Madrid              | –    | 1R   | F    | g.t. | 3R   | HF   | KF   |      |
| Rome                | –    | 2R   | HF   | 2R   | KF   | F    | HF   |      |
| Montreal/Toronto    | –    | F    | 2R   | g.t. | HF   | 2R   | 2R   |      |
| Cincinnati          | –    | 1R   | 2R   | HF   | HF   | F    | 3R   |      |
| Shanghai            | –    | 3R   | HF   | g.t. | g.t. | g.t. | 3R   |      |
| Parijs              | –    | 2R   | KF   | 2R   | 2R   | HF   | HF   |      |
| olympisch           |      |      |      |      |      |      |      |      |
| Olympische Spelen   | g.t. | g.t. | g.t. | g.t. | 3R   | g.t. | g.t. |      |
| statistieken        |      |      |      |      |      |      |      |      |
| titels per jaar     | 0    | 1    | 3    | 1    | 2    | 2    | 1    | 0    |
| eindejaarsranking   | 91   | 15   | 6    | 6    | 4    | 4    | 6    |      |

### Dubbelspel
| grandslamtoernooien |      |      |      |      |      |      |   |
| Australian Open     | –    | –    | –    | 1R   | –    | 2R   |   |
| Roland Garros       | –    | –    | –    | –    | –    | 1R   |   |
| Wimbledon           | 1R   | –    | g.t. | 1R   | –    | 1R   |   |
| US Open             | 2R   | –    | –    | –    | 1R   | 2R   |   |
| ATP Masters 1000    |      |      |      |      |      |      |   |
| Indian Wells        | –    | 1R   | g.t. | –    | KF   | –    |   |
| Miami               | –    | F    | g.t. | –    | 2R   | –    |   |
| Monte Carlo         | –    | 1R   | g.t. | 2R   | 2R   | 2R   |   |
| Madrid              | –    | HF   | g.t. | 1R   | 1R   | 1R   |   |
| Rome                | –    | 1R   | 1R   | 1R   | –    | HF   |   |
| Montreal/Toronto    | 1R   | –    | g.t. | –    | –    | –    |   |
| Cincinnati          | 1R   | 1R   | –    | –    | HF   | 1R   |   |
| Shanghai            | 1R   | 1R   | g.t. | g.t. | g.t. | KF   |   |
| Parijs              | 2R   | 1R   | –    | 1R   | –    | –    |   |
| olympisch           |      |      |      |      |      |      |   |
| Olympische Spelen   | g.t. | g.t. | g.t. | –    | g.t. | g.t. |   |
| statistieken        |      |      |      |      |      |      |   |
| titels per jaar     | 0    | 0    | 0    | 0    | 1    | 1    | 0 |
| eindejaarsranking   | 211  | 85   | 101  | 71   | 73   | 113  |   |